# 1060-е годы до н. э.
1060-е (ты́сяча шестидеся́тые) го́ды до на́шей э́ры по пролептическому юлианскому календарю — промежуток времени с 1 января 1069 года до н. э. по 31 декабря 1060 года до н. э., включающий с 1069 по 1061 годы 4-го десятилетия  и 1060 год 5-го десятилетия XI века 2-го тысячелетия до н. э. Им предшествовали 1070-е годы до н. э., за ними следовали 1050-е годы до н. э. Они закончились 3085 лет назад.

## События

### 1069 год до н. э.
- Завершение Нового Царства в Древнем Египте.
- Начало Третьего переходного периода в Египте.
- Смендес положил начало XXI династии.

### 1068 год до н. э.
- Кодр, легендарный царь Афин, после 21 года правления погибает в бою с дорийскими захватчиками. В афинской традиции он считается последним царём, следовавшим по пути неограниченной власти. Современные историки считают его последним королём, чья жизнь является частью древнегреческой мифологии. На смену ему пришёл его сын Медонт.

## Скончались
- Рамсес XI — последний фараон XX династии.